# Жары (Шимский район)
Жары — деревня в Шимском районе Новгородской области в составе Подгощского сельского поселения.

## География
Находится в западной части Новгородской области на расстоянии приблизительно 8 км на юго-восток по прямой от районного центра поселка Шимск.

## История
На карте 1840 года уже была обозначена как поселение с 33 дворами. В 1909 году здесь (деревня Старорусского уезда Новгородской губернии) было учтено 39 дворов

## Население
Численность населения: 202 человека (1909 год), 9 (русские 100 %) в 2002 году, 8 в 2010.